# Poseidon (Schiff, 2005)
Die Poseidon ist ein österreichisches Fahrgastschiff, das seit 2005 von der Traunsee-Schifffahrt K. Eder eingesetzt wird.

## Geschichte
Nach dem Verkauf der Oberösterreich im Jahr 2004 und der Grünberg im Jahr 2005 ersetzte die Traunsee-Schifffahrt die beiden Schiffe durch einen Neubau: Die Poseidon wurde 2005 in der Lux-Werft in Deutschland gebaut und anschließend an den Traunsee überführt, wo sie seitdem im Liniendienst und für Rundfahrten eingesetzt wird. Außerdem ist es möglich, die Poseidon für Veranstaltungen und Feiern zu mieten.

## Beschreibung
Das Schiff wird von zwei Dieselmotoren von Volvo Penta mit jeweils 182 kW Leistung, die auf zwei Propeller wirken, angetrieben. Für die Stromerzeugung stehen zwei Deutz-Dieselgeneratoren mit je 63 kW Leistung zur Verfügung. Das Schiff ist mit einem Bugstrahlruder ausgerüstet.
Das Schiff verfügt auf dem Hauptdeck und dem Oberdeck über je einen Salons. Auf dem Oberdeck befindet sich hinter dem Salon ein teilweise gedecktes Sonnendeck. Das Steuerhaus ist im vorderen Bereich des Schiffes angeordnet.